# Symphony of the Seas
MS Symphony of the Seas je výletní loď třídy Oasis, kterou postavilla loděnice STX France v Saint-Nazaire a vlastní a provozuje společnost Royal Caribbean International. Od 9. června 2017 se stala největší lodí světa, s tonáží 228 021 tun. Překonala tím svou sesterskou loď Harmony of the Seas která byla největší lodí světa jeden rok.

## Popis
Symphony of the Seas je dlouhá 362 metrů a má 18 poschodí. Může pojmout 5518 pasažérů, povolené maximum je 6680 pasažérů a 2200 členů posádky. Mezi výbavu lodě patří dětský vodní park, basketbalové hřiště, plocha na bruslení a dvě horolezecké stěny.